# Alexandre Bilodeau
Alexandre Bilodeau (* 8. September 1987 in Montreal) ist ein ehemaliger kanadischer Freestyle-Skier. Er war auf die Disziplinen Moguls und Dual Moguls (Buckelpiste) spezialisiert und gehört zu den weltweit erfolgreichsten Athleten. Sowohl 2010 als auch 2014 gewann er bei den Olympischen Winterspielen die Goldmedaille in der Disziplin Moguls, dreimal in Folge wurde er Dual-Moguls-Weltmeister. Hinzu kommen der Gewinn der Moguls-Disziplinenwertung und der Gesamtwertung in der Saison 2008/09 sowie zwei weitere WM-Medaillen.

## Werdegang
Bilodeau war in seiner Jugend auch ein ausgezeichneter Aerials-Springer. Als 14-Jähriger war er der jüngste Athlet überhaupt, dem ein dreifacher Salto gelang. Nachdem er 2004 in den kanadischen Juniorenkader aufgenommen worden war, konzentrierte er sich auf die Moguls-Disziplinen. 2005 zeigte er als erster Buckelpistenfahrer überhaupt in einem Wettkampf eine doppelte Schraube.
Am 14. Dezember 2005 nahm Bilodeau in Tignes erstmals im Weltcup teil und wurde sogleich Elfter. Im Verlaufe seiner Premierensaison 2005/06 siegte er zweimal und war damit der jüngste Gewinner eines Moguls-Weltcupbewerbs. Bei den Olympischen Winterspielen 2006 konnte er jedoch seiner Favoritenrolle nicht gerecht werden und kam auf den 11. Platz. In der folgenden Saison 2006/07 gewann er zwar keinen Wettkampf, erreichte aber viermal einen Podestplatz. Genau gleich lautete die Bilanz in der Saison 2007/08.
Die Saison 2008/09 dominierte Bilodeau fast nach Belieben. Mit fünf Weltcupsiegen (darunter vier in Folge im Februar 2009) und drei zweiten Plätzen sicherte er sich überlegen sowohl die Disziplinenwertung als auch die Gesamtwertung. Darüber hinaus gewann er bei der Weltmeisterschaft 2009 in Inawashiro die Goldmedaille in der Disziplin Dual Moguls. Nachdem er in der Saison 2009/10 dreimal auf dem Podest gestanden hatte, konnte er bei den Olympischen Winterspielen 2010 die Goldmedaille gewinnen und den favorisierten Australier Dale Begg-Smith hinter sich lassen. Es war dies der erste Sieg eines Kanadiers bei Olympischen Spielen im eigenen Land.
In der Saison 2010/11 siegte Bilodeau in vier Wettbewerben und war zweimal Zweiter sowie einmal Dritter. Bei der Weltmeisterschaft 2011 in Deer Valley verteidigte er seinen Weltmeistertitel im Dual Moguls, außerdem gewann er die Silbermedaille im Moguls-Wettbewerb. Verletzungsbedingt konnte er erst spät in die Saison 2011/12 starten, erzielte aber dennoch einen Podestplatz. Im Winter 2012/13 gelangen ihm neun Podestplätze, darunter vier Siege. Bei der Weltmeisterschaft 2013 in Voss gewann er die Dual-Moguls-Goldmedaille und war damit der erste männliche Freestyler überhaupt, der dreimal hintereinander in derselben Disziplin Weltmeister wurde; hinzu kam die Silbermedaille im Moguls-Wettbewerb.
Bilodeau begann die Weltcupsaison 2013/14 mit drei zweiten Plätzen in Folge, jeweils hinter Mikaël Kingsbury. Im Januar 2014 gelangen ihm drei Weltcupsiege hintereinander, womit er bei den Olympischen Winterspielen 2014 zu den meistgenannten Favoriten auf die Goldmedaille zählte. In Sotschi wurde er den Erwartungen gerecht und wiederholte seinen Olympiasieg. Im Moguls-Weltcup und in der Gesamtweltcupwertung musste er sich trotz eines weiteren Sieges letztlich Kingsbury geschlagen geben.

## Erfolge

### Olympische Spiele
- Turin 2006: 11. Moguls
- Vancouver 2010: 1. Moguls
- Sochi 2014: 1. Moguls

### Weltmeisterschaften
- Madonna di Campiglio 2007: 5. Dual Moguls, 14. Moguls
- Inawashiro 2009: 1. Dual Moguls, 8. Moguls
- Deer Valley 2011: 1. Dual Moguls, 2. Moguls
- Voss 2013: 1. Dual 2. Moguls

### Weltcupwertungen
- Saison 2005/06: 6. Gesamtweltcup, 2. Moguls-Weltcup
- Saison 2006/07: 7. Gesamtweltcup, 3. Moguls-Weltcup
- Saison 2007/08: 4. Moguls-Weltcup
- Saison 2008/09: 1. Gesamtweltcup, 1. Moguls-Weltcup
- Saison 2009/10: 4. Moguls-Weltcup
- Saison 2010/11: 3. Gesamtweltcup, 2. Moguls-Weltcup
- Saison 2012/13: 2. Gesamtweltcup, 2. Moguls-Weltcup
- Saison 2013/14: 2. Gesamtweltcup, 2. Moguls-Weltcup

### Weltcupsiege
Bilodeau errang bis jetzt 48 Podestplätze, davon 19 Siege:
| Datum            | Ort              | Land       | Disziplin   |
| ---------------- | ---------------- | ---------- | ----------- |
| 7. Januar 2006   | Mount Gabriel    | Kanada     | Moguls      |
| 4. Februar 2006  | Špindlerův Mlýn  | Tschechien | Moguls      |
| 7. Februar 2009  | Cypress Mountain | Kanada     | Moguls      |
| 13. Februar 2009 | Åre              | Schweden   | Moguls      |
| 14. Februar 2009 | Åre              | Schweden   | Dual Moguls |
| 20. Februar 2009 | Voss             | Norwegen   | Moguls      |
| 18. März 2009    | La Plagne        | Frankreich | Moguls      |
| 15. Januar 2011  | Mount Gabriel    | Kanada     | Dual Moguls |
| 26. Februar 2011 | Mariánské Lázně  | Tschechien | Dual Moguls |
| 11. März 2011    | Åre              | Schweden   | Moguls      |
| 12. März 2011    | Åre              | Schweden   | Dual Moguls |
| 2. Februar 2013  | Deer Valley      | USA        | Dual Moguls |
| 15. März 2012    | Åre              | Schweden   | Moguls      |
| 16. März 2013    | Åre              | Schweden   | Dual Moguls |
| 22. März 2013    | Sierra Nevada    | Spanien    | Dual Moguls |
| 11. Januar 2014  | Deer Valley      | USA        | Moguls      |
| 15. Januar 2014  | Lake Placid      | USA        | Moguls      |
| 19. Januar 2014  | Val Saint-Côme   | Kanada     | Moguls      |
| 21. März 2014    | La Plagne        | Frankreich | Dual Moguls |

### Weitere Erfolge
- 1 kanadischer Meistertitel (2006)
- 2 Siege im Nor-Am-Cup